# Xylobium
Genre
Classification phylogénétique
Xylobium est un genre d'orchidées comptant une trentaine d'espèces.

## Description
Orchidées épiphytes ou terrestres. 
Le genre se caractérise par la présence de pseudobulbes allongés, avec un maximum de trois départs.
L'inflorescence part à la base et possède toujours de nombreuses fleurs.
Pétales et sépales sont de longueur égales

## Répartition
Amérique centrale, du Mexique, jusqu'au Brésil.

## Liste d'espèces
1. Xylobium aurantiacum Schltr., Beih. Bot. Centralbl. 36(2): 492 (1918).
2. Xylobium bractescens (Lindl.) Kraenzl., Orchis 2: 129 (1908).
3. Xylobium buchtienianum Kraenzl., Orchis 2: 129 (1908).
4. Xylobium chapadense (Barb.Rodr.) Cogn., Chron. Orchid. 1898: 172 (1898).
5. Xylobium coelia (Rchb.f. & Warsz.) Rolfe, Orchid Rev. 20: 43 (1912).
6. Xylobium colleyi (Bateman ex Lindl.) Rolfe, Gard. Chron. 7: 288 (1890).
7. Xylobium corrugatum (Lindl.) Rolfe, Gard. Chron. 1889(1): 458 (1889).
8. Xylobium cylindrobulbon(Regel) Schltr., Beih. Bot. Centralbl. 36(2): 493 (1918).
9. Xylobium dusenii Kraenzl., Kongl. Svenska Vetensk Akad. Handl. 46(10): 65 (1911).
10. Xylobium elatum Rolfe, Bull. Misc. Inform. Kew 1913: 341 (1913).
11. Xylobium elongatum (Lindl. & Paxton) Hemsl., Biol. Cent.-Amer., Bot. 3: 252 (1884).
12. Xylobium flavescens Schltr., Repert. Spec. Nov. Regni Veg. 12: 493 (1913).
13. Xylobium foveatum (Lindl.) G.Nicholson, Ill. Dict. Gard. 4: 225 (1887).
14. Xylobium hyacinthinum (Rchb.f.) Gentil, Pl. Cult. Serres Jard. Bot. Brux.: 194 (1907).
15. Xylobium hypocritum (Rchb.f.) Rolfe, Orchid Rev. 20: 43 (1912).
16. Xylobium leontoglossum (Rchb.f.) Benth. ex Rolfe, Gard. Chron. 1889(1): 458 (1889).
17. Xylobium miliaceum (Rchb.f.) Rolfe, Orchid Rev. 20: 43 (1912).
18. Xylobium modestum Schltr., Repert. Spec. Nov. Regni Veg. Beih. 27: 142 (1924).
19. Xylobium ornatum (Klotzsch) Rolfe, Orchid Rev. 20: 43 (1912).
20. Xylobium pallidiflorum (Hook.) G.Nicholson, Ill. Dict. Gard. 4: 225 (1887).
21. Xylobium serratum D.E.Benn. & Christenson, Icon. Orchid. Peruv.: t. 799 (2001).
22. Xylobium squalens (Lindl.) Lindl., Bot. Reg. 11: t. 897 (1825).
23. Xylobium stanhopeifolium Schltr., Repert. Spec. Nov. Regni Veg. Beih. 27: 84 (1924).
24. Xylobium subintegrum C.Schweinf., Amer. Orchid Soc. Bull. 12: 350 (1944).
25. Xylobium subpulchrum Dressler, Orquideologia 21: 310 (2000).
26. Xylobium sulfurinum (Lem.) Schltr., Beih. Bot. Centralbl. 36(2): 493 (1918).
27. Xylobium truxillense (Rchb.f.) Rolfe, Orchid Rev. 20: 43 (1912).
28. Xylobium undulatum (Ruiz & Pav.) Rolfe, Orchid Rev. 20: 43 (1912).
29. Xylobium varicosum (Rchb.f.) Rolfe, Mem. Torrey Bot. Club 4: 262 (1895).
30. Xylobium variegatum (Ruiz & Pav.) Garay & Dunst., Venez. Orchids Ill. 2: 342 (1961).
31. Xylobium zarumense Dodson, Icon. Pl. Trop. 1: t. 358 (1980).